# Scriptie
Een scriptie, (eind)verhandeling of thesis (Engels) is een vakinhoudelijk of wetenschappelijk opstel dat een verplicht onderdeel vormt van een opleiding in het  middelbaar en hoger beroepsonderwijs en op universiteiten.  Vaak is de scriptie een verhandeling over een bepaald onderwerp naar aanleiding van eigen onderzoek. Hoewel het belang van de scriptie en de eisen die eraan worden gesteld per opleiding en studierichting verschillen, is de scriptie meestal het laatste onderdeel van de studie. Na het voltooien van de scriptie aan de universiteit en behalen van alle tentamens studeert men af en verkrijgt men de bij de opleiding behorende academische graad.

## Hogeschool en universiteit
In de bachelor-masterstructuur is de scriptie een verplicht onderdeel van de bachelor- of masterstudie en heet nu bachelor-/masterproef, bachelor-/masterthesis of bachelor-/masterscriptie.

## Procedure
Elke student die werkt aan een scriptie, thesis of verhandeling wordt doorgaans door één bevoegde docent of hoogleraar begeleid, met kwaliteitscontrole door een of meer collega's (een afstudeercommissie) aan het einde van het traject. Een zogenaamde afstudeerkring vormt een alternatief voor begeleiding door één docent of hoogleraar.
De kandidaat zal de scriptie verdedigen voor een afstudeercommissie. Afhankelijk van het precieze reglement per opleiding en het karakter van het afstudeerwerk (interne of externe stage) bestaat deze commissie uit de afstudeerbegeleider(s), en eventueel een andere docent en/of externe deskundige, bijvoorbeeld uit het bedrijfsleven of een andere universiteit of hogeschool.

## Naamgeving
Voor geschreven werkstukken in het middelbaar onderwijs en het middelbaar beroepsonderwijs wordt de term scriptie, eindverslag, eindwerk, praktische opdracht of, in Nederland, veelal profielwerkstuk ook wel gehanteerd, al dan niet onderdeel van een geïntegreerde proef.

## Prijzen
In diverse landen zijn er scriptieprijzen voor de beste scriptie van het afgelopen jaar. De Vlaamse Scriptieprijs beloont elk jaar een verdienstelijke scriptie met een prijs van 2.500 euro, gekoppeld aan de publicatie van het onderzoek. De Koninklijke Vlaamse Ingenieursvereniging (KVIV) geeft een prijs voor een verdienstelijk eindwerk of scriptie in de technologische sfeer onder de naam KVIV-Ingenieursprijs (KVIV Ingenieursprijs). In Nederland bestaan er onder meer de Leo Polak Scriptieprijs en de Internet Scriptieprijs van de Koninklijke Hollandsche Maatschappij der Wetenschappen.